# UFC 181
UFC 181: Hendricks vs. Lawler 2 è stato un evento di arti marziali miste tenuto dalla Ultimate Fighting Championship svolto il 6 dicembre 2014 al Mandalay Bay Events Center di Las Vegas, Stati Uniti.

## Retroscena
Questo fu il 300º evento organizzato dalla UFC. Il match principale della card doveva essere un incontro valido per il titolo dei pesi medi UFC tra Chris Weidman e il contendente numero uno Vítor Belfort. Tuttavia, il 22 settembre, venne annunciato che il campione subì un infortunio costringendo la federazione a spostare l'incontro per l'evento UFC 184. Il nuovo main event vide affrontare per la seconda volta il campione dei pesi welter Johny Hendricks e lo sfidante Robbie Lawler; infatti il primo match vide come vincitore Hendricks per decisione unanime.
Il co-main event dell'evento, fu il match valido per il titolo dei pesi leggeri tra il campione in carica Anthony Pettis e il due volte campione dei pesi leggeri Strikeforce, Gilbert Melendez.
Gian Villante doveva affrontare Corey Anderson, ma si infortunò e venne rimpiazzato da Jonathan Wilson. Dopo pochi giorno, però, fu annunciato che quest'ultimo venne sostituito dal nuovo arrivato Justin Jones.
Holly Holm doveva vedersela con Raquel Pennington, ma a metà novembre si infortunò al collo e al suo posto venne inserita Ashlee Evans-Smith.
Durante l'evento, venne annunciata la firma da parte dell'ex wrestler professionista CM Punk con la UFC.

## Risultati
|                                                   | Divisione         |                    |                 |                     | Metodo                                      | Round           | Tempo           | Premio          |
| Card Principale                                   | Card Principale   | Card Principale    | Card Principale | Card Principale     | Card Principale                             | Card Principale | Card Principale | Card Principale |
| ------------------------------------------------- | ----------------- | ------------------ | --------------- | ------------------- | ------------------------------------------- | --------------- | --------------- | --------------- |
| Sfida valida per il titolo di campione indiscusso | Pesi Welter       | Robbie Lawler      | batte           | Johny Hendricks (c) | Decisione non unanime (48-47, 47-48, 49-46) | 5               | 5:00            | POTN            |
| Sfida valida per il titolo di campione indiscusso | Pesi Leggeri      | Anthony Pettis (c) | batte           | Gilbert Melendez    | Sottomissione (ghigliottina)                | 2               | 1:53            | POTN            |
|                                                   | Pesi Massimi      | Travis Browne      | batte           | Brendan Schaub      | KO Tecnico (pugni)                          | 1               | 4:50            |                 |
|                                                   | Pesi Massimi      | Todd Duffee        | batte           | Anthony Hamilton    | KO (pugno)                                  | 1               | 0:33            |                 |
|                                                   | Pesi Leggeri      | Tony Ferguson      | batte           | Abel Trujillo       | Sottomissione (rear-naked choke)            | 1               | 3:38            |                 |
| Card Preliminare                                  |                   |                    |                 |                     |                                             |                 |                 |                 |
|                                                   | Pesi Gallo        | Urijah Faber       | batte           | Francisco Rivera    | Sottomissione (buldog choke)                | 2               | 1:34            |                 |
|                                                   | Pesi Medi         | Josh Samman        | batte           | Eddie Gordon        | KO (calcio in testa)                        | 2               | 3:08            | POTN            |
|                                                   | Pesi Mediomassimi | Corey Anderson     | batte           | Justin Jones        | Decisione unanime (30-27, 30-27, 30-26)     | 3               | 5:00            |                 |
|                                                   | Pesi Gallo (F)    | Raquel Pennington  | batte           | Ashlee Evans-Smith  | Sottomissione tecnica (bulldog choke)       | 1               | 4:59            |                 |
|                                                   | Pesi Gallo        | Sergio Pettis      | batte           | Matt Hobar          | Decisione unanime (29-28, 29-28, 30-27)     | 3               | 5:00            | FOTN            |
|                                                   | Pesi Piuma        | Clay Collard       | batte           | Alex White          | Decisione unanime (29-28, 29-28, 29-28)     | 3               | 5:00            |                 |

## Premi
I lottatori premiati ricevettero un bonus di 50.000 dollari.
Legenda:
- FOTN: Fight of the Night (vengono premiati entrambi gli atleti per il miglior incontro dell'evento)
- POTN: Performance of the Night (viene premiato il vincitore per la migliore performance dell'evento)

## Incontri Annullati
|                                                   | Divisione         |                 |        |                   | Motivo                          |
| ------------------------------------------------- | ----------------- | --------------- | ------ | ----------------- | ------------------------------- |
| Sfida valida per il titolo di campione indiscusso | Pesi Medi         | Chris Weidman   | contro | Vítor Belfort     | Weidman subì un infortunio      |
|                                                   | Pesi Mediomassimi | Gian Villante   | contro | Corey Anderson    | Villante subì un infortunio     |
|                                                   | Pesi Mediomassimi | Jonathan Wilson | contro | Corey Anderson    | Wilson venne rimosso dalla Card |
|                                                   | Pesi Gallo (F)    | Holly Holm      | contro | Raquel Pennington | Holm subì un infortunio         |